# V-Rally 3D
V-Rally 3D es un videojuego de carreras de rally desarrollado por Fishlabs y publicado por Glu Mobile y iFone con licencia de Atari para J2ME.

## Jugabilidad
V-Rally 3D presenta carreras en 3D en doce pistas diferentes en tres ubicaciones distintas alrededor del mundo. Cada ubicación ofrece condiciones de pista únicas y los jugadores cuentan con una interfaz en el juego que muestra un cronómetro, velocímetro y tacómetro para realizar un seguimiento constante de su desempeño en la carrera.
V-Rally 3D incluye tres modos de juego, incluida una carrera contrarreloj en Time Attack, una serie de características únicas en el modo Campeonato para un jugador y la capacidad de competir contra oponentes de todo el mundo compitiendo con autos fantasma, descargados desde el Lista de clasificación del salón de la fama de puntuación más alta a nivel mundial.

## Desarrollo
Enda Carey, director de marketing de iFone, comentó: "V-Rally es una experiencia de conducción móvil 3D única. Ha sido desarrollado con tecnología 3D sofisticada para ofrecer una experiencia de conducción cercana a la de la versión original de la consola. Es la mejor experiencia de conducción de Rally en un teléfono móvil".